# テリー伊藤のフライデースクープ そこまで言うか!
『テリー伊藤のフライデースクープ そこまで言うか!』（テリーいとうのフライデースクープ そこまでいうか!）とは、ニッポン放送で2012年10月5日から2015年3月27日に放送されていたラジオ番組である。

## 概要
ニッポン放送は、当該放送枠にて『上柳昌彦・山瀬まみ ごごばん!フライデースペシャル』を放送していたが、2012年2月度の聴取率調査週間時の企画として、兄弟番組である『ザ・ボイス そこまで言うか!』との実質のパイロット番組となった『ごごばん!スペシャル そこまで言うか!』をテリーが出演し、番組進行した。但し、パイロット番組の番組構成は『ザ・ボイス』と略々同じ構成ではあった。
その後、2012年下半期の番組改編にて、『ごごばん!フライデースペシャル』から放送枠を分離させ、2012年10月5日から番組スタート。当該番組では、1週間の締めくくりの金曜日夕方に、この1週間の話題の人物や本音を聞きたい人物をスタッフが徹底的にリサーチし、その人物をスタジオに招き、テリー伊藤が本音を引き出すインタビュートーク番組である。
「そこまで言うか! シリーズ」と銘打っているが、長兄番組の『ザ・ボイス そこまで言うか!』、次兄番組の『辛坊治郎ズーム そこまで言うか!』が主にハードニュース（政治・経済・社会情勢）を中心に扱う構成に対し、当該番組はトレンド情報やスポーツ（主にプロ野球・サッカー）、エンタメに関する話題を取り上げる事がメインとなっている構成で、前述のパイロット番組の構成とは180度違う物となった。また、番組放送の中で、リスナーからのメールもしくはTwitterのツイートを紹介する。ハッシュタグは「#terry1242」。
その後、2013年1月からは1つのテーマを90分かけて掘り下げる内容へテコ入れした。2年半に渡って放送して来たが、2015年3月27日放送回を以って番組終了。同放送枠の後継番組として『ごごばん!』と放送枠再び統合させて、上柳がメインパーソナリティを担当する『金曜ブラボー。』が同年4月3日からスタートした。

## 放送時間
※JST表記
- 金曜 16:00 - 17:30 - 2012年10月5日 - 2015年3月27日

## 出演者

### パーソナリティ
- テリー伊藤（タレント、テレビプロデューサー）- 2012年10月5日 - 2015年3月27日[注 1]

### アシスタント
- 東島衣里（ニッポン放送アナウンサー） - 2013年9月6日 - 2015年3月27日

### リポーター
- 森下悠里[2]（グラビアアイドル） - 2013年9月6日 - 2015年3月27日

### その他出演者
テリーの夏季休暇取得時及び別仕事の代理パーソナリティ及びスタジオアシスタント
- 伊藤洋介（東京プリン）- 2012年12月21日
- 居島一平（米粒写経）- 2013年9月20日

### 以前の出演者

#### アシスタント
当該番組降板後、ピンチヒッター登板する場合もあった
- 箱崎みどり（ニッポン放送アナウンサー）、2012年10月5日 - 2013年3月29日[注 2]、2013年10月4日[注 3]、2014年1月24日[注 4]
- 新保友映（当時：ニッポン放送アナウンサー）、2013年4月5日 - 8月30日[注 5]、2015年2月13日[注 6]

## タイムテーブル
生放送につき、記載されている時間は目安。また、4時台、5時台に別々のゲストを招いてトークする
| タイムテーブル | タイムテーブル                                                | タイムテーブル |
| 時刻           | 内容                                                          | 備考 |
| -------------- | ------------------------------------------------------------- | --- |
| 16:00.00       | オープニング                                                  | メニュー紹介とメッセージ（週替わりのテーマを設けている）の呼び込み |
| 16:10.00       | 東京ディズニーリゾートプレゼンツ フライデー・おとなディズニー | 2015年1月16日から開始したタイアップコーナーで、アシスタントを務める東島が、 実母でフリーアナウンサーの真奈美と東京ディズニーリゾートをリポートするコーナー                                       |
| 16:20.00       | 4時台のゲストトーク                                           | 前半のトークセクション。また、聴取率調査週間期間にはネームバリューの高いゲストを ブッキングした場合は前後半通してトークする場合がある                                                            |
| 16:25.00       | ニッポン放送交通情報（警視庁）                                | |
| 16:32.00       | 夕刊フジ ニュース一本勝負                                     | 夕刊フジ編集部と電話を繋ぎ、当日発行紙面の注目記事内容を担当記者が解説する |
| 16:37.00       | 快適生活ラジオショッピング                                    | この番組ではライフサポートのショッピングキャスターと東島の掛け合いで放送 極稀にショッピングキャスターがスタジオ入りすることがある                                                                |
| 16:45.00       | 街角ステーション 噂を求めてどこまでも!                        | NRN系列企画ネット中継コーナー。前番組からの継続で、森下が各所で中継する コーナースポンサーであるトヨタ自動車の新車販売ディーラーからの中継が多く、 また、森下の当日の衣装を番組SNSで公開している |
| 16:55.00       | ニッポン放送天気予報                                          | 当日夕方〜翌日の東京地方の天気予報を東島が伝える |
| 16:56.00       | ニッポン放送交通情報（九段センター）                          | |
| 16:57.00       | ショウアップナイターの予告（ナイターシーズンのみ）            | 但し、時間があればメッセージやツイート紹介 |
| 17:00.00       | メッセージ紹介                                                | |
| 17:03.00       | 5時の産経新聞ニュース                                         | 担当：井土厚（ニッポン放送報道部記者） 畑中秀哉、岡宏、宮崎裕子が代行することもあり、ニュースリード終了後に テリーがニュース内容についてコメントすることがある                                   |
| 17:07.00       | とれたてセブン-イレブン                                       | セブン-イレブンの新商品紹介やキャンペーン情報を東島が伝える。その際テリーが商品を 試食・試飲することもある                                                                                       |
| 17:11.00       | 5時台のゲストトーク                                           | 後半のトークコーナー。前述の4時台のトークセクションの説明参照 |
| 17:25.00       | ニッポン放送交通情報（首都高）                                | |
| 17:27.00       | エンディング                                                  | プレゼント募集が行われた場合はここの枠で当選者発表。時間がある場合はメッセージ紹介 |